# François de Montmorency-Hallot
François I de Montmorency-Hallot, fue un noble y militar francés del siglo XVII.

## Biografía

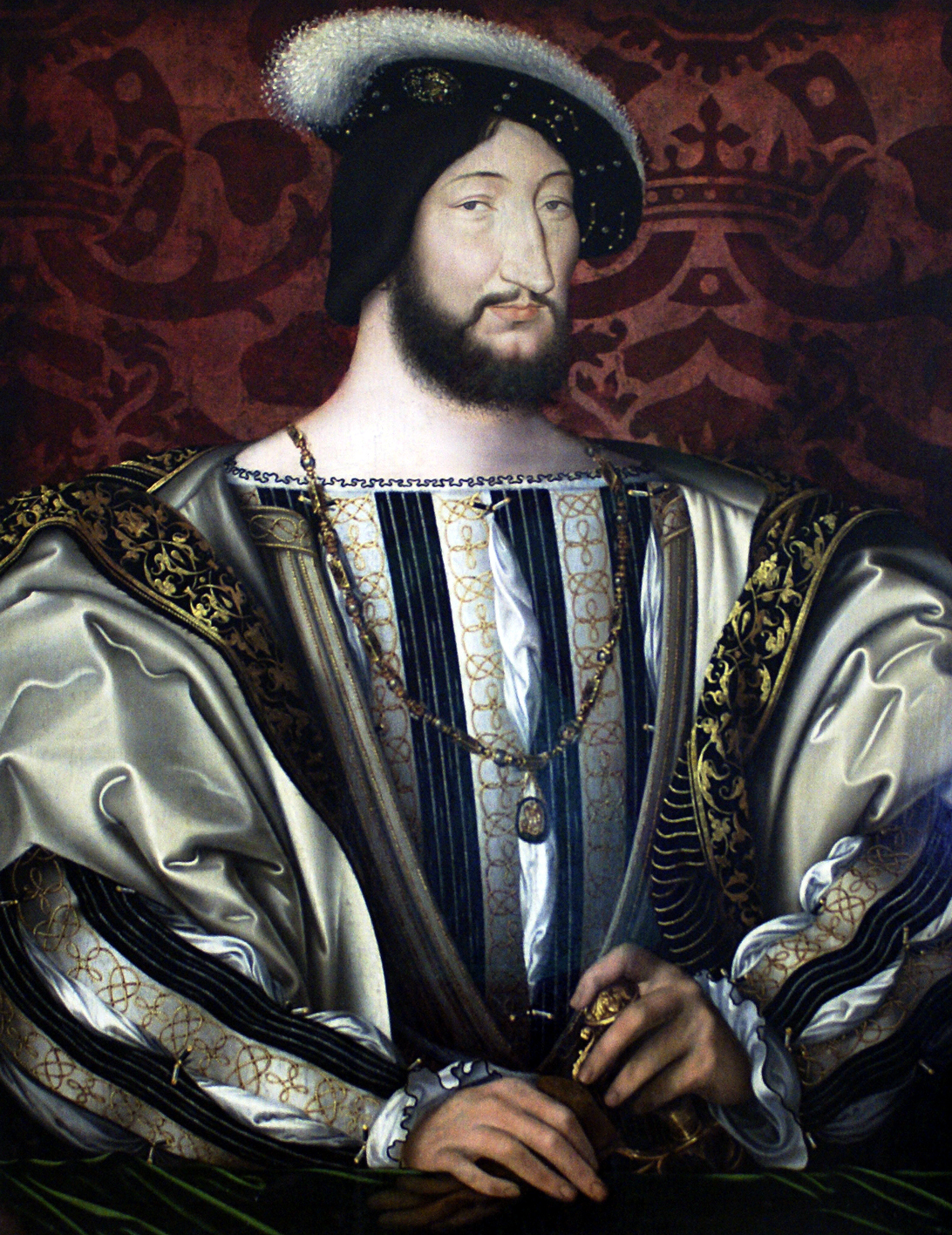
S.M. Francisco I, Rey de Francia, a quien François I de Montmorency-Hallot sirvió fiel y lealmente.

Fue el segundo hijo de Claude de Montmorency-Fosseux, Barón de Fosseux, Consejero y Mayordomo de S.M. el Rey Francisco I de Francia, y de Anne d'Aumont, Dama y Baronesa de Thury, de Lardière, de Corbeil-le-Cerf y de Le Vau de Molle.
Fue Capitán de 50 hombres de guerra y Copero ordinario de S.M. el Rey Francisco I de Francia, elevado cargo dependiente del Departamento de la "Boca del Rey", la más importante división civil de la Casa del Rey. En la corte francesa del Antiguo Régimen, el Copero era directamente responsable de la compra de los vinos y su distribución en la Casa Real.

## Títulos
- Señor de Hallot
- Barón de Hauteville
- Barón de Bouteville
- Barón de La Roche-Millet
- Señor de Lucarré
- Señor de Monteille
- Señor de Corbeil-le-Cerf
- Señor y castellano de Crèvecœur
- Caballero de la Orden de San Miguel
- Copero de S.M. el Rey

## Matrimonio y descendencia

Escudo de armas de la Casa de Montdragon.

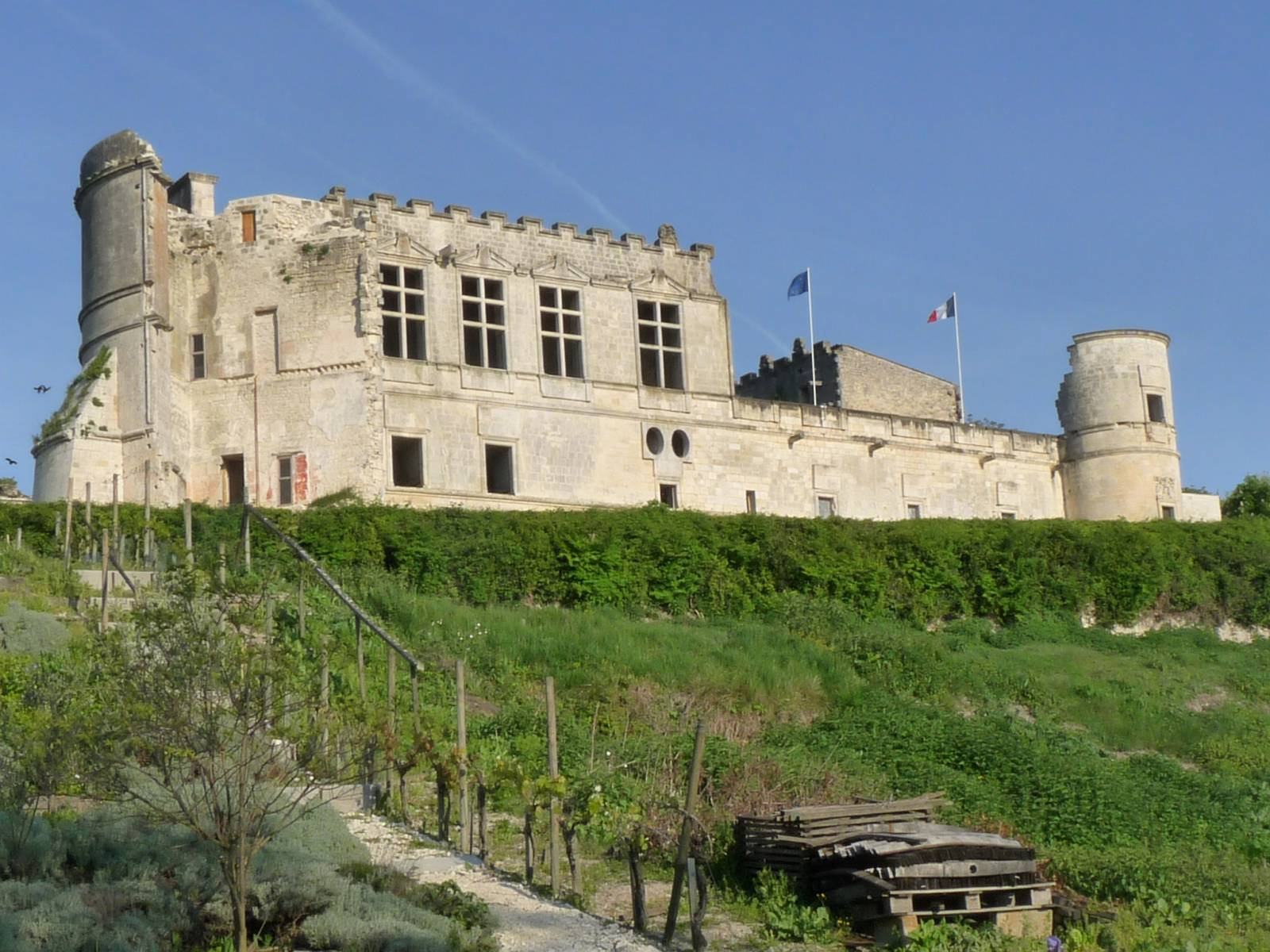
Castillo de Bouteville, donde vivió François de Montmorency-Hallot junto a su familia.

En 1543 contrajo primer matrimonio con Jeanne de Montdragon, Dama de Hallot, hija de Troïlus de Montdragon, Señor de Hallot y de La Paluë, y de Françoise de La Paluë, Dama de La Paluë. Contrajo segundas nupcias con Louise de Gebert du Rivau.
Hijos del primer matrimonio:
- 1. François II de Montemorency-Hallot, Señor de Hallot, Barón de Chantemerle, Caballero de las Órdenes de S.M. el Rey, Lugarteniente General de Su Majestad en Normandía. Gobernador y Bailío de Rouen y de Gisors. Fiel servidor de Enrique III y de Enrique IV, distinguiéndose especialmente en la Batalla de Arques, durante las Guerras de Religión. Fue herido en el Sitio de Rouen en 1592, por lo que debió retirarse a Vernon para recuperarse, siendo ahí asesinado a cuchillo por Cristophe d'Allègre, Marqués de Allègre, quien no pudo soportar que Montmorency-Hallot fuese preferido por S.M. el Rey para la gobernación de Rouen. Había contraído primer matrimonio en 1585 con Marie de Noyant y, una vez viudo, casó con Claude Hébert d'Ossonvilliers, con quien fue padre de dos hijas.
- 2. Jacques de Montmorency-Hallot, Señor de Crèvecœur, Caballero de las Órdenes de S.M. el Rey, Capitán de 50 hombres de armas, Gobernador de las villas y castillos de Caen y Falaise. Falleció sin hijos de su mujer Jossine d'Offingnies.
- 3. Louis de Montmorency-Bouteville, Conde soberano de Luxe, Señor de Hallot, Señor de Bouteville, Señor de Précy, Barón de Chantemerle, Caballero de las Órdenes del Rey, Gobernador de Senlis y Vicealmirante de Francia. Fundador de la Rama de Bouteville de la Casa de Montmorency.

Del segundo matrimonio tuvo a:
- 1. Marguerite de Montmorency-Hallot, Dama de La Roche-Millet y de Corbeil-le-Cerf, casada con René de Rouxellé, Señor de Saché, de La Treille, de Vergé y de Château-Basset.